# Поташ (Маньковский район)
Поташ (укр. Поташ) — село в Маньковском районе Черкасской области Украины.
Население по переписи 2001 года составляло 1280 человек. Почтовый индекс — 20109. Телефонный код — 4748.

## Местный совет
20109, Черкасская обл., Маньковский р-н, с. Поташ, ул. Косиора, 41